# HC Kometa Brno
A HC Kometa Brno egy cseh jégkorongcsapat Brnóban. A csapat az első osztályú Tipsport Extraligában játszik.
A klub 11-szeres csehszlovák és kétszeres cseh bajnok.

## Története
A csapatot 1953-ban alapították TJ Rudá hvězda Brno néven.

### Korábban használt nevek
- 1953 – TJ Rudá hvězda Brno (Tělovýchovná jednota Rudá hvězda Brno)
- 1962 – TJ ZKL Brno (Tělovýchovná jednota Závody kuličkových ložisek Brno)
- 1976 – TJ Zetor Brno (Tělovýchovná jednota Zetor Brno)
- 1990 – HC Zetor Brno (Hockey Club Zetor Brno)
- 1992 – HC Královopolská Brno (Hockey Club Královopolská Brno)
- 1994 – HC Kometa Brno (Hockey Club Kometa Brno)
- 1995 – HC Kometa Brno BVV (Hockey Club Kometa Brno Brněnské veletrhy a výstavy)
- 1996 – HC Kometa Brno (Hockey Club Kometa Brno)
- 1998 – HC Kometa Brno, a.s. (Hockey Club Kometa Brno, akciová společnost)
- 1999 – HC Kometa Brno, hokejový klub Brno, o.s. (Hockey Club Kometa Brno, hokejový klub Brno, občanské sdružení)
- 2002 – HC Kometa/Vyškov (Hockey Club Kometa/Vyškov)
- 2003 – HC Kometa Group, a.s. Brno (Hockey Club Kometa Group, akciová společnost Brno)
- 2005 – HC Kometa Brno (Hockey Club Kometa Brno)

## Helyezések
Csehszlovák Extraliga-bajnok: 1954-55, 1955-56, 1956-57, 1957-58, 1959-60, 1960-61, 1961-62, 1962-63, 1963-64, 1964-65, 1965-66
Cseh Extraliga-bajnok: 2016-17, 2017-18